# Vanessa Huppenkothen
Vanessa Huppenkothen Labra (Ciudad de México; 24 de julio de 1984), conocida como Vanessa Huppenkothen, es una exreina de belleza, periodista, conductora y modelo mexicoalemana que trabaja para ESPN y ESPN Deportes.[cita requerida]

## Biografía
Nacida de padre alemán y madre mexicana, Vanessa Huppenkothen cuenta con ambas nacionalidades. Estudió relaciones internacionales al mismo tiempo que incursionó en el mundo del modelaje y la conducción. En el 2007, fue coronada como Miss Distrito Federal, con lo cual aseguró su participación en el certamen Nuestra Belleza México de ese mismo año y, aunque no tuvo éxito en el concurso, su gran porte y belleza acaparó la atención de los productores de televisión. Habla cinco idiomas: alemán, inglés, francés, griego y español.[cita requerida]
Es aficionada al futbol y fanática declarada del Schalke 04, en Alemania, y del Pachuca, en México.

## Carrera en la televisión

### Televisa
Fue invitada a realizar cápsulas de deportes para el programa Matutino Express, y más tarde se integró al equipo de Televisa Deportes. En el 2008, fue parte del equipo de conductores seleccionados para ir a China a cubrir los Juegos Olímpicos, donde hizo varias cápsulas informativas sobre este evento. Mide 1.69 m, y además del español, habla con fluidez los idiomas alemán, inglés, francés y griego. En el 2009, obtuvo gran fama, tras la apuesta que hizo con el conductor Guillermo Shutz, la cual consistía en que, si le ganaban los Cardenales de Arizona a las Águilas de Filadelfia en las finales de conferencia de la NFL, Vanessa tendría que caminar en traje de baño por la Ciudad de México.
También se ha desempeñado como conductora del programa de variedades Hoy.[cita requerida]
En abril del 2011, formó parte de Se Vale TV, donde ocupó el lugar de Mariana Echeverría.[cita requerida]
Para el 2015, condujo De Volado, por Unicable, con Cynthia Urias.[cita requerida]

#### Programas
- Matutino Express
- ¡Hazme Reír!
- La Jugada - (2008)
- Nuestra Belleza México - (2007)
- Vecinos Olimpicos - (2012)
- RITMOSON (Invitada - 2014)
- Se Vale TV - (2011)
- Hoy - (conductora invitada)
- Me pongo de pie (coconductora 2015)[2]
- De Volado
- Un Nuevo Día - (2016)

#### Telenovelas
- La vecina (2015-2016)....(Hermanastra de Isabel Mariana Hernández García)
- Los héroes del norte

#### Reality shows
- Bailando por un sueño (2014)... Participante (Dejó el programa, para ir al Mundial de Futbol en Brasil.)

### ESPN
Fue presentada como nueva integrante de ESPN, en julio del 2016, y al ser entrevistada reveló que formaría parte del noticiero SportsCenter. En el 2018, fue la mujer elegida por la cadena para asistir a cubrir la Copa Mundial FIFA 2018, organizada en Rusia.[cita requerida]